# Rafael León
Pour les articles homonymes, voir Léon.
Luis Rafael León Puelles, né à une date inconnue et mort le 15 juin 1968, est un footballeur péruvien qui évoluait au poste d'arrière latéral.

## Biographie
Rafael León joue dans différents clubs du port de Callao (Atlético Chalaco, Telmo Carbajo) entre 1938 et 1942, avant son arrivée à l'Alianza Lima en 1943.
Il revient à Callao, au Sport Boys, où il joue 18 matchs entre 1944 et 1945. Il termine sa carrière au CS Jorge Chávez en 1946.
Il fait partie du groupe champion d'Amérique du Sud en 1939 avec l'équipe du Pérou, même s'il ne reçoit aucune sélection.

## Palmarès

### En équipe nationale
Pérou
- Championnat sud-américain (1) :
  - Vainqueur : 1939.